# نفرنفرو رع
نفرنفرو رع (المصرية القديمة:جميلة هي محاسن رع) كانت أميرة مصرية قديمة من الأسرة الثامنة عشر ،و كانت الخامسة من بين ست بنات معروفات للفرعون أخناتون وزوجته الملكية العظيمة نفرتيتي.

## عائلة

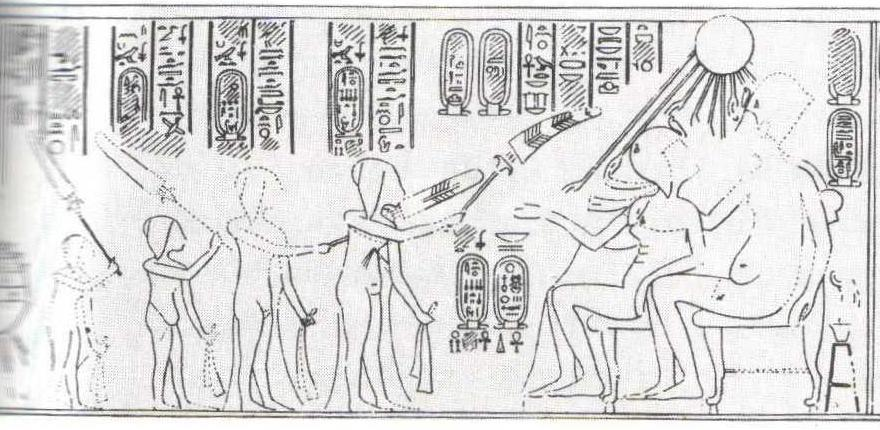
أخناتون ونفرتيتي امام اربعة من بناتهم ،ميريت آتون ،عنخ إسن امون، ونفرنفرو رع

وُلدت نفرنفرو رع ما بين العام الثمان عشر و التاسع عشر  من حكم والدها أخناتون في مدينة تل العمرانة ، وكان لديها أربع أخوات أكبر منها تدعى ميريت آتون وميكيت آتون، وعنخ إسن امون، ونفرنفرو آتون تاشيريت، بالإضافة إلى أخت أصغر منها تدعى ستب إن رع. 

## حياة

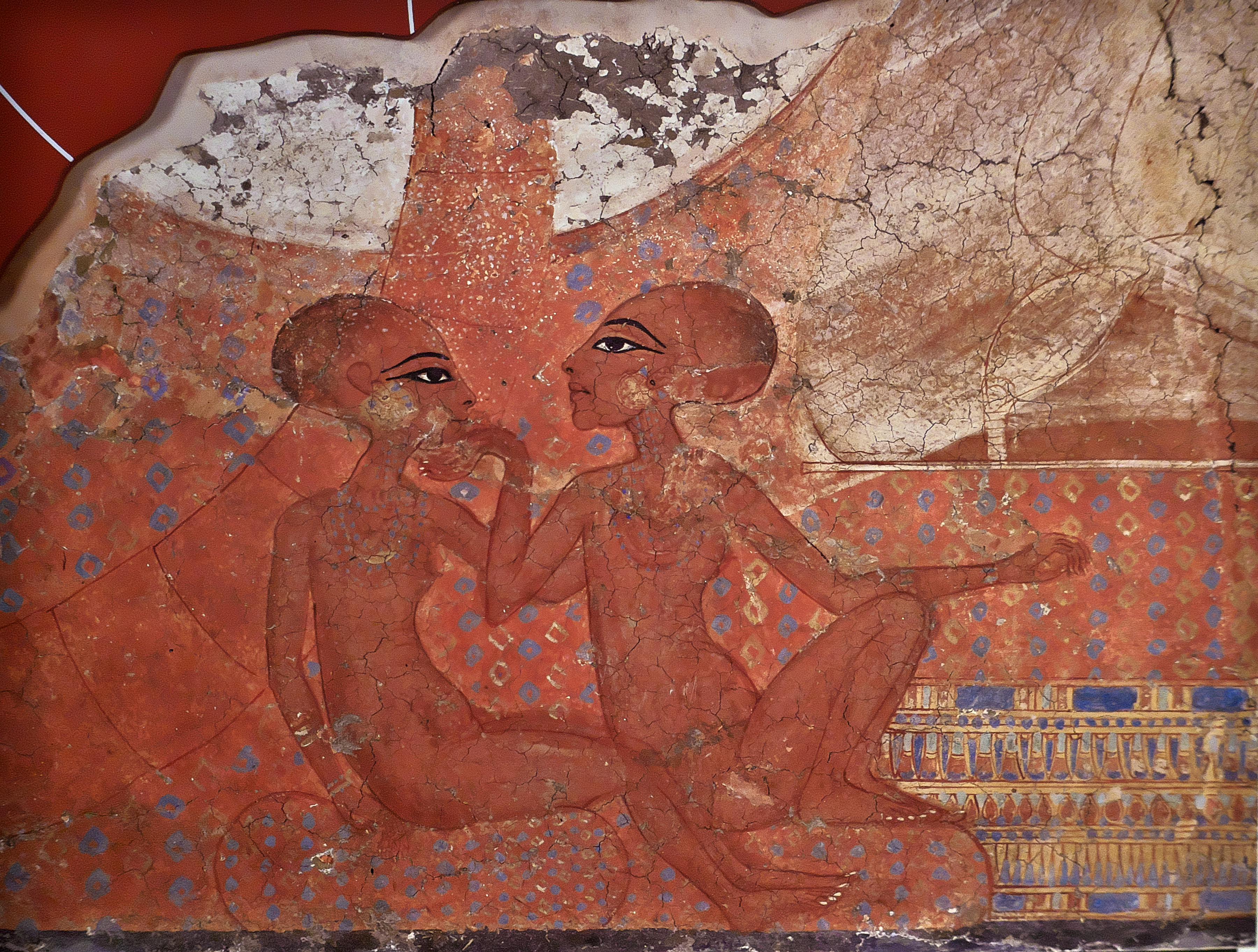
نفرنفرورع مع اختها نفرنفرو آتون تاشريت

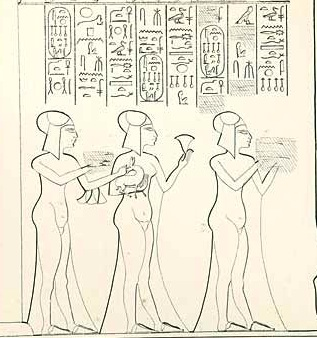
نفر نفرو رع (في الوسط) تحمل غزالاً و زهرة اللوتس

يمكن العثور على أحد أقدم التمثيلات الفنية لنفرنفرو رع في لوحة جدارية تقع في بيت الملك أخناتون في العمارنة. يصور هذا العمل الفني الجميل، الذي يعتقد أنه يعود إلى حوالي العام التاسع من حكم أخناتون، نفرنفرو رع جالسة على وسادة مريحة إلى جانب أختها نفرنفرو آتون تاشريت في هذا المشهد 
تم العثور على تصوير رائع آخر لنفرنفرو رع في مشهد دوربار، والذي تم عرضه في مقبرة ميري رع الثاني، المشرف على الأحياء الملكية، في العمارنة. في هذا المشهد بالذات، يجلس أخناتون ونفرتيتي معًا في كشك كبير، ويتلقيان العروض والتكريم من مختلف الأراضي الأجنبية. نظرًا لأن نفرن نفرو رع وأخواتها يقفون بإخلاص خلف والديهم، فإن نفرن نفرو رع تقع تحديدًا في وسط إخوتها داخل السجل السفلي. ومن المثير للدهشة أنها تظهر وهي تحمل غزالًا رشيقًا في ذراعها اليمنى بينما تحتضن زهرة لوتس بيدها اليسرى برشاقة. في هذا المشهد، نفرنفرو رع تقف خلف أختها نفرنفرو آتون تاشريت مباشرة، بينما تقف أختهم الأخرى ستيب إت رع خلف نفرنفرو آتون مباشرة. ومن المثير للاهتمام أن ستيب إن رع تم تصويرها وهي تمد يدها لتداعب الغزال بلطف، مما يؤكد بشكل أكبر على الارتباط الهادئ الذي تربط الأميرة الشابة بالطبيعة. توفر هذه التمثيلات الفنية لنفرنفرو رع نظرة ثاقبة لحياة وأدوار العائلة المالكة في عهد أخناتون، وتسلط الضوء على الحب والعشق الذي كانوا يكنونه لبناتهم.

## وفاة ودفن
من المحتمل أن نفرنفرو رع توفت في العام الثالث عشر أو الرابع عشر، ربما بسبب الوباء الذي اجتاح مصر خلال هذا الوقت. لقد غابت عن أحد المشاهد وتم لصق اسمها في مشهد آخر بالمقبرة الملكية في تل العمارنة حيث ورد اسمها بين الأميرات الخمس (القائمة استبعدت الأصغر سنا، ستيب إن رع، التي ربما كانت قد ماتت بحلول ذلك الوقت)، ولكن تم تغطيتها لاحقا بالجبس. 
وغالبًا دفنت في مقبرة رقم 29 او المقبرة الملكية لأخناتون 